# Jan Beyzym
Jan Beyzym (ur. 15 maja 1850 w Beyzymach Wielkich, zm. 2 października 1912 na Madagaskarze) – polski duchowny katolicki (prezbiter), jezuita, misjonarz, błogosławiony Kościoła katolickiego.

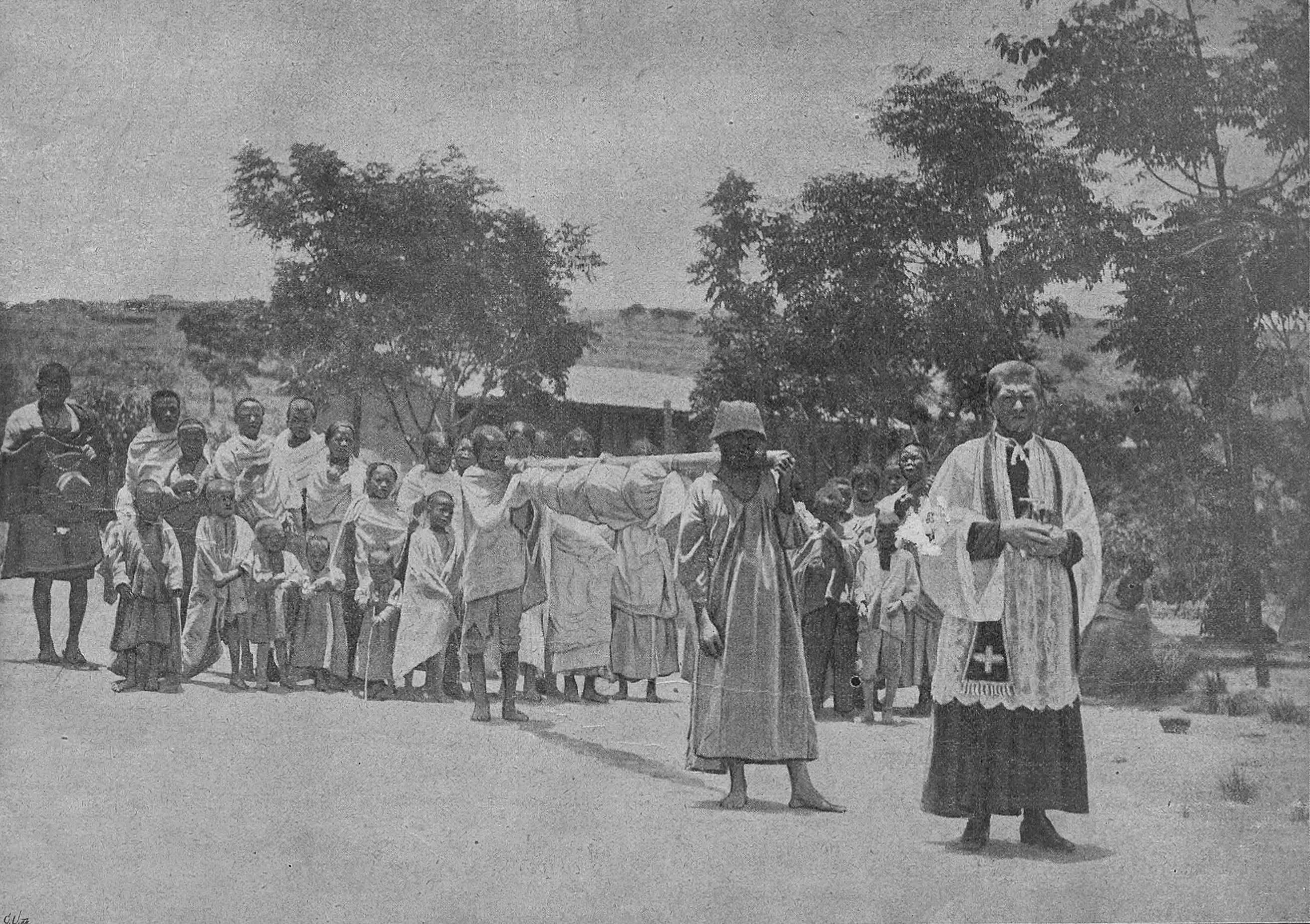
o. Jan Beyzym prowadzący pogrzeb podopiecznego swojego zakładu na Madagaskarze

## Życiorys
Był najstarszym synem z pięciorga dzieci Jana, właściciela dóbr Onacków, herbu własnego i Olgi z hrabiów Stadnickich, herbu Szreniawa. Gdy miał 13 lat, w wyniku upadku Powstania styczniowego jego ojciec został zaocznie skazany na karę śmierci. Należący do Beyzymów dwór w Onackowcach spalili Kozacy. Matka razem z dziećmi przeniosła się do Kijowa, gdzie Jan Beyzym w latach 1864–1871 ukończył II Gimnazjum. W 1872 roku przedostał się do Galicji, gdzie wstąpił do nowicjatu OO. Jezuitów w Starej Wsi 11 grudnia 1872. Odbył w kolegium starowiejskim studia humanistyczne i filozoficzne, a następnie teologiczne w Krakowie. Święcenia kapłańskie przyjął 26 lipca 1881 z rąk biskupa Albina Dunajewskiego i powrócił do Tarnopola, gdzie był znów wychowawcą, aż do zamknięcia tutejszego konwiktu (1881–1887). Po złożeniu ostatnich ślubów zakonnych (2 lutego 1886), jesienią 1886 roku przybył do Chyrowa, gdzie przez 10 następnych lat w Zakładzie naukowo-wychowawczym Ojców Jezuitów był wychowawcą młodzieży. 
Jako misjonarz podjął pracę wśród trędowatych na Madagaskarze, co wymagało wielu wysiłków. Leprozorium w Ambahivorace składało się z 4 budynków, w których 150 chorych pozbawionych opieki medycznej wegetowało w skrajnej nędzy, niekiedy umierając częściej z głodu niż z powodu samej choroby: "Katolicy i poganie, mężczyźni, kobiety, dzieci, stłoczeni razem, jak zwierzęta". Beyzym podjął ciężką i rozpaczliwą pracę, chcąc poprawić stan zdrowia i morale chorych, a także zwalczyć ich stygmatyzację społeczną.
Postanowiwszy wybudować w Maranie szpital dla 200 chorych, przedłożył jego projekt zwierzchnikom. Koszt projektu wynosił 30 tysięcy franków, na co misja jezuicka nie miała funduszy, więc Beyzym rozpoczął szeroko zakrojoną kampanię listowną, prosząc rodaków z Polski, Austrii i Niemiec o datki, i do końca 1900 roku zebrał 25 tysięcy franków.
Budowa szpitala trwała 8 lat. Do prac Beyzym włączył wszystkich podopiecznych na tyle, na ile pozwalał ich stan zdrowia. W 1911 roku oddano do użytku obiekt wyposażony w bieżącą wodę, zatrudniono personel medyczny. Szpital istnieje do dziś pod wezwaniem Matki Boskiej Częstochowskiej. 
Prócz pracy z chorymi, o. Beyzym stworzył także słownik polsko-malgaski i pisywał artykuły do prasy misyjnej. W ostatnim okresie życia planował udać się na Sachalin, by tam nieść pomoc więźniom. Wyczerpany pracą, zmarł 2 października 1912 roku na Madagaskarze. Spoczął na cmentarzu w Maranie, a w 1993 roku, po ekshumacji dokonanej w związku z procesem beatyfikacyjnym, jego szczątki zostały złożone w sarkofagu przygotowanym w kaplicy tamtejszego szpitala. Relikwie znajdują się również w bazylice Serca Pana Jezusa przy ul. Kopernika w Krakowie.

## Pamiątki
Pamiątki po bł. Janie Beyzymie – ryngraf odziedziczony po rodzicach, jego alba, sznur, różaniec, wyroby z drewna jego autorstwa (w tym m.in. krucyfiks, plakieta z Matką Boską Częstochowską, relikwiarzyk), przybory medyczne i wiele innych – przechowywane są w zbiorach Muzeum Towarzystwa Jezusowego Prowincji Polski Południowej w Starej Wsi koło Brzozowa (woj. podkarpackie).

## Kult
Beatyfikacji o. Jana Beyzyma dokonał Jan Paweł II 18 sierpnia 2002 w Krakowie.
Wspomnienie liturgiczne bł. Jana obchodzone jest 12 października.

## Teksty
- O. Jan Beyzym T. J. i Trędowaci na Madagaskarze (wyd. 1904)
- Listy O. Jana Beyzyma T. J. (wyd. 1927)